# Verdești, Alba
Verdești este un sat în comuna Avram Iancu din județul Alba, Transilvania, România.